# 馬莉細灰蝶
马莉细灰蝶（学名：Leptotes marina），是鱗翅目灰蝶科的一种昆虫，分布于北美洲与中美洲。

## 描述
展翅宽约22–29毫米。 在北部成虫飞行时节是从四月到九月，南部则全年可飞。

## 生态
幼虫寄主植物包括白花丹属、紫花苜蓿、黄芪、腺牧豆树等。
幼虫也与外来种阿根廷蚁有关联。